# Emma Cohen
Emmanuela Beltran i Rahola, més coneguda pel nom artístic d'Emma Cohen, (Barcelona, 21 de novembre de 1946 - Madrid, 11 de juliol de 2016) fou una actriu, periodista, escriptora i directora de cinema catalana, que visqué durant molts anys a Madrid.
Era filla del tinent d'alcalde de la ciutat comtal de l'època de l'alcalde Porcioles, Lluc Beltrán i Flórez, del consell d'administració del Banco Condal, i de Núria Rahola i d'Espona. Fou parella sentimental del també actor i director de cinema i teatre Fernando Fernán Gómez.

## Carrera professional
Emma Cohen es formà com a actriu al Teatre Espanyol Universitari i a l'Escola d'Art Dramàtic d'Adrià Gual mentre cursava Dret. De fet, no va acabar mai la carrera perquè decidí dedicar-se totalment a l'actuació. Durant un període va viure a França i en tornar a Barcelona desenvolupà una extensa carrera damunt dels escenaris. Treballà en diverses obres, com, per exemple Lección de anatomía (1977), Domingo burgués (1979), Los domingos, bacanal (1980), El rey ciervo (1981), Ivanov (1983), Del Rey Ordás y su infamia (1983), Ojos de bosque (1986) o Kean (1990), entre d'altres. En aquesta disciplina treballà amb reconeguts directors nacionals com Ricard Salvat, Fabià Puigserver i Adolf Marsillach.
S'inicià en el cinema als anys seixanta amb el sobrenom d'Emma Silvia. Durant els seus primers anys davant les càmeres va intervenir en diverses pel·lícules vinculades amb l'Escola de Barcelona. Rodà Tuset Street (1968) de Jorge Grau i Luis Marquina, El extraño caso del doctor Fausto (1969) de G. Suárez, Historia de una chica sola (1969) de Jorge Grau, Cabezas cortadas (1970) de G. Rocha, Españolas en París (1970) de R. Bodegas, El techo de cristal (1971) i La semana del asesino (1971) totes dues dirigides per Eloy de la Iglesia. A principis dels anys setanta es traslladà a la capital espanyola on va entrar en contacte amb un cinema d'un caire més comercial. En són exemples els títols Las obsesiones de Armando (1974) de L. M. Delgado o Mayordomo para todo (1975) de Mariano Ozores. Va actuar també en coproudccións i pel·lícules de gènere com el western Las petroleras (1971) de Christian-Jaque i G. Casaril. Entre mitjans dels setanta i els anys vuitanta la filmografia de Cohen comprén films de certa rellevància com Tigres de papel (1977) de Fernando Colomo o Mambrú se fué a la guerra (1986) de Fernando Fernán Gómez.
Treballà a televisió, destacant-se en papers a les sèries El conde de Montecristo (1969), Tres eran tres (1972), El picaro (1974), Cuentos y leyendas (1974) o Curro Jiménez (1976), entre d'altres. També a TVE va donar vida al personatge de la Gallina Caponata a Barri Sèsam.
Reprengué la seva activat teatral i alhora fou directora d'alguns curtmetratges: La plaza (1976), Quería dormir en paz (1977), La Chari se casa (1977), Y yo qué sé (1980), El séptimo día de sol (1980).
Cohen també destacà per la seva vessant d'escriptora. Va escriure cinc novel·les, diversos articles periodístics per a El Mundo, assajos i diferents guions per a ràdio i televisió.

## Filmografia

### Cinema[9]
- 1968. Tuset Street. Director Jordi Grau i Luis Marquina.
- 1968. El certificado. Director Vicente LLuch.
- 1969. El conde Drácula. Director Jesús Franco.
- 1969. Historia de una chica sola. Director Jorge Grau.
- 1969. El extraño caso del doctor Fausto. Director Gonzalo Suárez.
- 1969. La llarga agonia dels peixos fora de l'aigua. Director Francesc Rovira-Beleta.
- 1969. Los hábitos del incendiario. Director Antonio Gasset.
- 1969. Cuadecuc, vampir. Director Pere Portabella.
- 1970. Cabezas cortadas. Director Rafael Gil.
- 1970. Pierna creciente, falda menguante. Director Javier Aguirre.
- 1970. El fuego. Director Augusto Martínez Torres.
- 1970. Hembra. Director César F. Ardavín.
- 1970. El diablo cojuelo. Director Ramón Fernández.
- 1970. El techo de cristal. Director Eloy de la Iglesia.
- 1970. Españolas en París. Director Roberto Bodegas.
- 1970. Amo mi cama rica. Director Emilio Martínez-Lázaro.
- 1971. Fieras sin jaula. Director Juan Logar.
- 1971. Condenados a vivir. Director Joaquín Romero Marchent.
- 1971. Les pétroleuses. Director Christian-Jaque.
- 1971. La semana del asesino. Director Eloy de la Iglesia.
- 1971. Nicholas and Alexandra. Director Franklin J. Schaffner.
- 1972. El espanto surge de la tumba. Director Carlos Aured.
- 1972. Demasiado bonitas para ser honestas. Director Richard Balducci.
- 1973. Aborto criminal. Director Ignacio F. Iquino.
- 1973. El reprimido. Maraiano Ozores.
- 1973. Al otro lado del espejo. Director Jess Franco.
- 1974. Robín Hood nunca muere. Director Francesc Bellmunt.
- 1974. Las obsasiones de Armando. Director Luis Mª Delgado.
- 1974. La mujer de las botas rojas. Director Juan Luis Buñuel.
- 1974. Celedonio y yo somos así. Director Mariano Ozores.
- 1974. La cruz del diablo. Director John Gilling.
- 1975. El extraño amor de los vampiros. Director León Klimovsky.
- 1975. Mayordomo para todo. Director Mariano Ozores.
- 1975. Vuelve, querida Nati. Director José Mª Forqué.
- 1975. Los locos del oro negro. Director Enzo G. Catellari.
- 1976. Nosotros que fuimos tan felices. Director Antonio Drove.
- 1976. Bruja, más que bruja. Director Fernando-Fernán Gómez.
- 1976. Deseo. Director Alfonso Balcázar.
- 1977. El apolítico. Director Mariano Ozores.
- 1977. Tigres de papel. Director Fernando Colomo.
- 1977. Jill. Director Enrique Guevara.
- 1977. Solos en la madrugada. Director José Luis Garci.
- 1979. Cuentos eróticos. Director Juan Tébar (episodi)
- 1980. ¡Y yo qué sé!. Directora Emma Cohen (curtmetratge)
- 1982. Femenino singular. Director Juanjo López.
- 1985. Mambrú se fue a la guerra. Director Fernando Fernán Gómez.
- 1986. El extranger-oh! de la Calle Cruz del Sur. Director Jorge Grau.
- 1986. El viaje a ninguna parte. Director Fernando Fernán Gómez.
- 1989. El mar y el tiempo. Director Fernando Fernán Gómez.
- 1991. El rey pasmado. Director Imanol Uribe.
- 1993. Cartas desde Huesca. Director Antonio Artero.

### Televisió
- Barri Sèsam. Intèrpret de la gallina Caponata.[10]

### Direcció
- 1976. La plaza.
- 1977. Quería dormir en paz.
- 1977. La Chari se casa.
- 1980. Y yo qué sé.
- 1980. El séptimo día de sol.

## Reconeixements
- 1972. Medalla del Cercle d'Escriptors Cinematogràfics a la millor actriu per Al otro lado del espejo
- 1973. TP d'Or a la Millor Actiu Nacional per Tres eran tres i Novela
- 1988. TP d'or a la Millor Actriu per Gatos en el tejado